# Menoragija
Menoragija je naziv za poremećaj menstrualnog ciklusa kojeg karakterizira produljeno i/ili obilno krvarenje iz maternice u pravilnim vremenskim razmacima, za razliku od normalne mjesečnice. Razlikuje se od uredne mjesečnice po tome što obično traje dulje od 7 dana, i obilnija je (količina izgubljene krvi > 80mL).